# Parosphromenus quindecim
Parosphromenus quindecim — тропічний прісноводний вид риб з родини осфронемових (Osphronemidae), підродина макроподових (Macropodusinae).
2005 року Моріс Коттела (M. Kottelat) та Пітер Нг (P. K. L. Ng) описали 6 нових видів паросфроменів, серед них і Parosphomenus quindecim.
Латинською quindecim означає «п'ятнадцять», це кількість твердих променів у спинному плавці, унікальна ознака, яка не зустрічається в жодного іншого виду паросфроменів.
Найближчими родичами P. quindecim є види P. pahuensis і P. linkei.
В торгівлі акваріумними рибами Parosphromenus quindecim часто зустрічається під назвою P. spec. Manismata (або Manis-Mata).

## Опис
Один з найбільших представників роду. Дорослі самці можуть сягати 5 см завдовжки, самки на 1 см менші. Форма тіла міцніша й більш приземкувата, ніж у більшості інших паросфроменів.
Parosphromenus quindecim має довгий спинний плавець з 13-15 твердими та 6-7 м'якими променями, всього 15-17. В анальному плавці 13 твердих і 9-10 м'яких променів, всього 22-23. Хвостовий плавець округлий.
Самці надзвичайно барвисті, під час нересту їхня забарвлення стає більш насиченим. Особливо вражають смугасті непарні плавці (спинний, хвостовий та анальний). Зовні вони мають вузьку білу облямівку, далі в напрямку до тіла паралельно краю послідовно розташовані чорна, блискуча блакитна та червоно-коричнева смуги; іноді біля тіла є ще біла зона. Біля кореня хвостового плавця розташована чорна зона з нечіткими краями. Характерні для паросфроменів темні поздовжні смуги на тілі, в P. quindecim часто із зеленим лиском, підсилюють смугастий малюнок плавців. Черевні плавці чорнуваті із блакитним лиском, кінчики ниток чорні; грудні плавці безбарвні.
Самки набагато менш барвисті. Непарні плавці в них сірого кольору з численними безбарвними цятками. Чорні смужки на непарних плавцях, як правило, бувають виразними й у самок. Існує повідомлення, що альфа-самки іноді можуть бути майже такими ж барвистими, як і самці.
Через відмінне забарвлення та більш компактну форму тіла ризик сплутати Parosphromenus quindecim з іншими видами паросфроменів низький. Структура плавців та забарвлення хвостового плавця є достатніми ознаками для діагностики як самців, так і самок, а також ще молодих екземплярів.

## Поширення
Parosphromenus quindecim відомий лише з басейнів річок Паван (індонез. Sungai Pawan) та Ліонг (індонез. Sungai Liong) на південному сході індонезійської провінції Західний Калімантан. Назва spec. Manismata (або Manis-Mata), яка зустрічається торгівлі акваріумними рибами, стосується населеного пункту, розташованого далі на північ від відомого ареалу й незрозуміло, чи водиться там насправді ця риба. Орієнтовна територія, де точно мешкає P. quincedim, становить лише 4 км².
Стенотопний (водиться тільки тут) мешканець «чорноводних» середовищ існування, пов'язаних з торфовими болотними лісами.
Поточні тенденції чисельності популяції невідомі. Через обмежений ареал і загрози знищення вологих тропічних лісів і заболочених територій у регіоні вид оцінюється як такий, що перебуває на межі зникнення.

## Розмноження
Самці P. quindecim, як і інших видів паросфроменів, споруджують невеличке гніздо з піни на стелі печери, після цього починають залицятися до самок. Залицяння відбуваються в горизонтальній позиції, на піку збудження в деяких самців від напруження навіть рвуться плавці.
Якщо самка готова відкладати ікру, вона йде за самцем й уважно досліджує гніздо, тоді знову виходить з печери. Після декількох таких оглядин відбувається нерест. Самець вигинається півколом, до якого запливає самка, тоді він тісно охоплює свою подругу й запліднює ікру, яку та відкладає. Ікринки падають на анальний плавець самця, самка збирає їх і приліплює до стелі печери. З 40-120 ікринок, що мають близько 1 мм в перетині, на третій день (за температури води 26 °C) вилуплюються личинки. Ще за 5-6 днів в них вичерпуються запаси жовткових мішків, і мальки випливають із гнізда. З цього моменту батьки перестають піклуватися про них.

## Утримання в акваріумі
2001 року вид уперше з'явився в акваріумах. Спочатку він був потрапив до Японії. Того ж року німецька компанія Aquarium Glaser завезла його до Європи під назвою Parosphromenus sp. Manis-Mata. Протягом перших років деякі фахівці розводили цих риб у відносно великій кількості, але тепер в акваріумах лишилися лічені популяції. Parosphomenus quindecim, як і інші риби з водойм півдня Західного Калімантану та сусідніх районів Південного Калімантану експортуються дуже рідко й у продажу з'являються нерегулярно.
Догляд та розведення P. quincedim загалом не відрізняються від інших видів паросфроменів, навіть є дещо простішими. На відміну від більшості інших представників роду, вид не такий лякливий і часто «демонструє свою красу» біля передньої стінки акваріума. У стосунках між собою рибки поводяться доволі агресивно, але серйозних пошкоджень не завдають. Для утримання та розведення достатньо маленького акваріума місткістю від 20 літрів з рослинами та печерами. Годують найдрібнішим живим кормом, після адаптації беруть і заморожений. Хоча вид є відносно витривалим й іноді витримує певне погіршення стану води, рекомендується підтримувати низькі значення електропровідності та значення pH у кислому діапазоні. Лише за таких умов риби виявляють красу свого забарвлення, а розведення буває успішним.
М'яка, трохи кисла вода є головною передумовою успішного розмноження всіх паросфроменів. P. quindecim є не таким вибагливим і нереститься навіть при pH 6,5 та електропровідності 100 мкСм/см. Самок перед нерестом рекомендують годувати білими та чорними личинками комарів. Зважаючи на розміри риб, нерестовище має бути місткістю не менше 20 літрів. Самка може відкласти понад 100 ікринок. Стартовим кормом для мальків можуть бути наупліуси артемій або циклопів. Краще їх вирощувати окремо від батьків. Росте молодь дуже швидко й визріває вже у віці 4 місяці.

## Відео
- Parosphromenus quindecim, two males fighting for territory на YouTube by zyx63